# Who Knew
"Who Knew" é um single da cantora Pink, do álbum I'm Not Dead. O single foi lançado nos Estados Unidos em 18 de Maio de 2006 e alcançou a #9 posição na Billboard Hot 100.
Pink afirmou em uma entrevista para o programa holandês "Jensen" que "a musica fala sobre o término (morte) de uma amizade". Segundo a cantora um de seus amigos mais próximos morreu de overdose e a música retrata isso, como em um minuto você é tão próximo de uma pessoa e acha que estarão juntos para sempre e no minuto seguinte você se dá conta que isso não aconteceu. Quem diria...

## Videoclipe
A gravadora achou que o público se identificaria mais com a música se o clipe retratasse o relacionamento de um casal. O clipe se passa inteiramente em um parque de diversões, onde ocorrem tomadas que mostram a interpretação de Pink ao mesmo tempo que revelam a história de dois adolescentes onde subentende-se que o rapaz acaba por perder sua namorada ao entrar para o mundo das drogas.

### Histórico na Billboard Hot 100
O single estreou na tabela Hot 100 da Billboard em 7 de Abril de 2007, na #95 posição, e permaneceu na tabela por 2 semanas, até 14 de Abril. O single voltou a entrar na tabela em 7 de Julho do mesmo ano e permaneceu por 34 semanas, até 23 de Fevereiro de 2008. Ao todo, foram 36 semanas na Hot 100.
| Semana | Data                    | Posição | Ref.   |
| ------ | ----------------------- | ------- | ------ |
| 1      | 7 de Abril de 2007      | 95      | [ 1 ]  |
| 2      | 14 de Abril de 2007     | 99      | [ 4 ]  |
| 3      | 7 de Julho de 2007      | 94      | [ 2 ]  |
| 4      | 14 de Julho de 2007     | 87      | [ 5 ]  |
| 5      | 21 de Julho de 2007     | 84      | [ 6 ]  |
| 6      | 28 de Julho de 2007     | 67      | [ 7 ]  |
| 7      | 4 de Agosto de 2007     | 51      | [ 8 ]  |
| 8      | 11 de Agosto de 2007    | 40      | [ 9 ]  |
| 9      | 18 de Agosto de 2007    | 27      | [ 10 ] |
| 10     | 25 de Agosto de 2007    | 21      | [ 11 ] |
| 11     | 1 de Setembro de 2007   | 20      | [ 12 ] |
| 12     | 8 de Setembro de 2007   | 16      | [ 13 ] |
| 13     | 15 de Setembro de 2007  | 12      | [ 14 ] |
| 14     | 22 de Setembro de 2007  | 14      | [ 15 ] |
| 15     | 29 de Setembro de 2007  | 9       | [ 16 ] |
| 16     | 6 de Outubro de 2007    | 9       | [ 17 ] |
| 17     | 13 de Outubro de 2007   | 14      | [ 18 ] |
| 18     | 20 de Outubro de 2007   | 14      | [ 19 ] |
| 19     | 27 de Outubro de 2007   | 14      | [ 20 ] |
| 20     | 3 de Novembro de 2007   | 15      | [ 21 ] |
| 21     | 10 de Novembro de 2007  | 15      | [ 22 ] |
| 22     | 17 de Novembro de 2007  | 17      | [ 23 ] |
| 23     | 24 de Novembro de 2007  | 20      | [ 24 ] |
| 24     | 1 de Dezembro de 2007   | 20      | [ 25 ] |
| 25     | 8 de Dezembro de 2007   | 30      | [ 26 ] |
| 26     | 15 de Dezembro de 2007  | 30      | [ 27 ] |
| 27     | 22 de Dezembro de 2007  | 36      | [ 28 ] |
| 28     | 29 de Dezembro de 2007  | 44      | [ 29 ] |
| 29     | 5 de Janeiro de 2008    | 49      | [ 30 ] |
| 30     | 12 de Janeiro de 2008   | 47      | [ 31 ] |
| 31     | 19 de Janeiro de 2008   | 42      | [ 32 ] |
| 32     | 26 de Janeiro de 2008   | 41      | [ 33 ] |
| 33     | 2 de Fevereiro de 2008  | 41      | [ 34 ] |
| 34     | 9 de Fevereiro de 2008  | 42      | [ 35 ] |
| 35     | 16 de Fevereiro de 2008 | 41      | [ 36 ] |
| 36     | 23 de Fevereiro de 2008 | 47      | [ 37 ] |